# Futuroscope

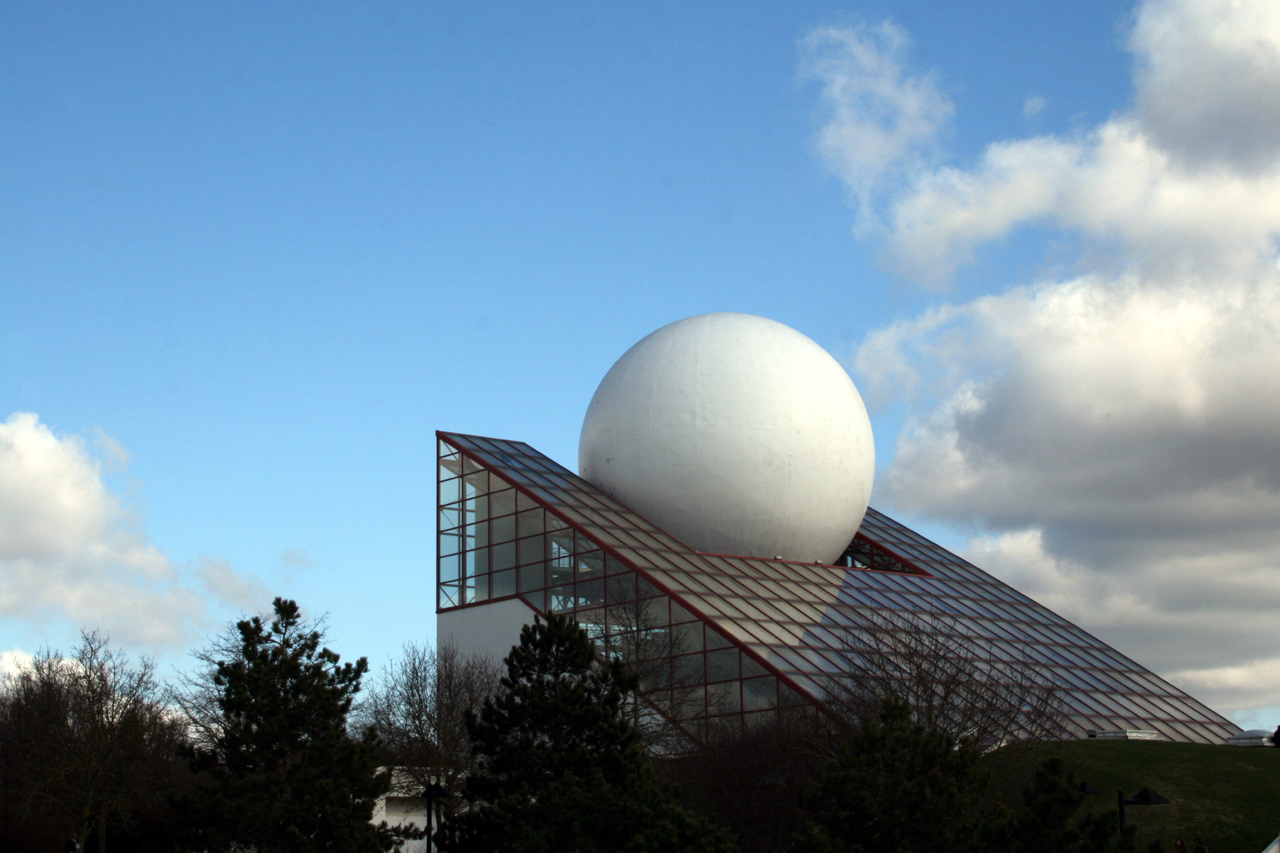
Futuroscope

Futuroscope es un parque temático de Francia donde las atracciones se basan en la tecnología multimedia, especialmente en los más recientes sistemas cinematográficos, audiovisuales y robóticos futuristas. Este parque de atracciones está situado en la periferia de la ciudad de Poitiers, en los municipios de Chasseneuil-du-Poitou y de Jaunay-Clan.
Las visitas al parque se establecieron en más de 1,8 millones de visitantes en 2010. En julio de 2011 se alcanzaron los 40 millones de visitantes desde su apertura en 1987. Con estas cifras, Futuroscope se posiciona como el segundo parque temático francés más visitado desde su apertura.

## Historia
La construcción del parque empezó en 1984 con la colocación de la primera piedra por René Monory, padre del proyecto y entonces presidente del Conseil général de la Vienne.
La apertura del parque al público tuvo lugar el 31 de mayo de 1987. 
El número de cines presentes en el parque ha aumentado y las atracciones se renuevan regularmente. Actualmente es el único lugar que tiene 6 salas equipadas con tecnología IMAX, en todas sus versiones. 
Desde principios de 2011, la Compagnie des Alpes es el primer accionista del Parque con el posicionamiento “grandes parques, grandes marcas”. El presidente de Futuroscope es Dominique Hummel.
El antiguo emblema del parque es el Pabellón de Futuroscope, una esfera colocada sobre un prisma triangular, que representa la arquitectura moderna de estilo neofuturista basada en formas geométricas simples. Desde 2003, el símbolo más representativo del parque es el Kinémax, pabellón de múltiples colores que simboliza el futuro, la imagen, la sensación, la emoción y el conocimiento.

## Atracciones
El parque clasifica sus atracciones en cinco ámbitos diferentes:

### Único en Europa
- El Viaje Extraordinario: esta atracción, estrenada el 17 de diciembre de 2016, se basa en una tecnología única. El espectador se sitúa en una plataforma que se inclina 90°, en posición vertical, con los pies al aire y ante una pantalla curva de 600 m². Así pues, con estos efectos envolventes, se consigue una inmersión total.

### Sensaciones fuertes
- Objectif Mars: Una montaña rusa que orbita sobre sí misma que simula un viaje a marte, con una duración de 2 minutos, es una de las mejores atracciones del parque
- Baila con los Robots: 10 robots de la industria automovilística de 7 metros de altura se mueven al ritmo de la música en una sala con juegos de luces, videoproyecciones y mappings visuales.
- Arthur, la Aventura 4D: esta atracción combina una proyección en IMAX y en relieve, una pantalla hemisférica de 900 m² y un simulador de movimientos con efectos.
- La Vienne Dinámica: una proyección digital en una pantalla de 300 m² e imágenes laterales, asociadas a efectos en la sala, contribuyen a la inmersión del espectadores. Además, los asientos, movidos por gatos hidráulicos, se mueven al ritmo de la acción.
- Aérobar: estructura metálica despega a 35 metros de altura, en el interior de la cual hay una cabina de 4 metros de diámetro donde pueden sentarse hasta 12 personas con los pies colgando.
- Dynamic !: esta atracción está inspirada en las técnicas de los simuladores de vuelo. Une, de una manera sincronizada, una proyección digital compuesta de imágenes médicas y el movimiento de los asientos gracias a 4 gatos hidráulicos. La película cuenta con su propio programa informático que dirige los gatos hidráulicos y que traduce los movimientos de la acción de la película.
- El Balancín de los Forzudos: atracción en la que pueden subir dos personas que consiste en un carro que se lanza por una rampa y mece el visitante de delante a atrás.
- El Splash de los Pequeñines: barco que, tras alcanzar una altura de 8 metros, se lanza por una pendiente que acabará en el agua.

### Grandes espectáculos
- Espectáculo nocturno La Forge aux Étoiles: en este nuevo espectáculo nocturno imaginado por Le Cirque du Soleil, un gran dispositivo técnico se desarrolla en una escena acuática de 7000 m²: nuevos efectos pirotécnicos y acuáticos, proyecciones en pantallas gigantes de agua y juegos de luz y de láser inéditos. La estructura original es de 35 metros de altura y está compuesta por una pantalla y una pared de agua.
- IllusiO, un destino mágico
- Los Misterios del Kube: video mapping como telón de fondo. Esta tecnología multimedia, creada por programas informáticos creativos, permite proyectar a medida videos sobre los decorados y sobre el escenario. El video mapping crea universos visuales variados, poéticos y envolventes vistiendo la escena con luces e imágenes. Este espectáculo ha sido creado por Mu-Events.
- Drone Academy

### Descubrimientos
- Thomas Pesquet, una mirada al universo
- Futuro l'Expo: robots, objetos conectados, vestidor inteligente, mesas táctiles o impresora 3D. A lo largo de un trayecto en torno al tema de la comunicación, de la imaginación y del consumo en un futuro próximo, esta exposición permite experimentar las innovaciones tecnológicas que modificaron nuestra manera de vivir a través de 10 experiencias lúdicas y participativas.
- El Mundo de lo Invisible: esta atracción contiene nuevas técnicas para descubrir mundos que no se pueden ver a simple vista: para apreciar lo que es demasiado lento, es necesario pasar la grabación muy rápidamente; las cámaras de alta velocidad permiten invertir el ritmo del vídeo para mostrar lo que es 1000 veces demasiado rápido y las imágenes de lo infinitamente pequeño se obtienen gracias a un microscopio electrónico.
- Ojos que no ven...: en esta atracción del espectador, guiado por un animador invidente, explora diferentes universos en un recorrido en la oscuridad. A la entrada, se solicita una aportación económica para financiar los equipos de personas con deficiencias visuales.
- Colisiones Cósmicas: con seis proyectores de 6500 lúmenes cada uno, el equipo digital de esta atracción optimiza la calidad de las imágenes para proporcionar la ilusión de la tecnología 3D. Con una resolución de 1.400 x 1.500 píxeles, estas imágenes producen una sensación de inmersión formidable.
- El Arte en Futuroscope: Futuroscope desarrolla una nueva temática acogiendo el arte en todas sus formas: muestras fotográficas, esculturas, land art... El arte contemporáneo se apodera de los jardines y de los lugares más escondidos del parque, de tal manera que el espectador puede descubrir a través de sus caminos.
- Ciudades de 2050: Una exposición de 57 fotografías gigantes hechas por el arquitecto belga Vincent Callebaut.
- El Jardín de las Energías

### Diversión
- Ice Age: película proyectada con efectos 3D basada en los personajes de Ice Age.
- La Máquina del Tiempo: esta atracción permite al espectador vivir un viaje espacio-temporal con los conocidos Rábida, un recorrido a bordo de un tren con efectos especiales, cinco escenas reconstruidas con decorados que se mueven y proyecciones en 3D. Premiada como mejor atracción del mundo en 2014.
- Aprendices de Bomberos: este juego a escala real dedicado a toda la familia propone subir de cuatro en cuatro a un camión de bomberos para ir lo más rápido posible a extinguir el incendio de una estación.
- La Arena: en esta atracción, un espacio de hasta 1000 m² contiene 8 desafíos diferentes para los visitantes del parque: I-Schuss, Z-Schuss, Go Sprint, Láser Estándar, Mind baile, Hit Pulse, Reflejo y Memory.
- Aprendices de Pilotos: atracción en la que, al volante de vehículos no contaminantes, los niños más pequeños se lanzan a la circulación urbana y aprenden, de una manera lúdica, el código de la circulación mientras que sus padres hacen de examinadores.
- Las Máquinas de Leonardo: en este carrusel, inspirado en las máquinas voladoras de Leonardo da Vinci, los más pequeños tendrán que pedalear para ganar altura.
- ¡Misión Refrescante!: a bordo de una embarcación con cañones de agua, el visitante del parque puede navegar entre chorros de agua, disparar y refrescarse.
- La Gyrotour: el visitante del parque puede subir a bordo de un observatorio circular y elevarse lentamente a 45 metros del suelo para disponer de una gran visión panorámica de Futuroscope.
- Juegos al Aire Libre
- Objetivo Lyoko
- Juegos de Agua

## La tecnópolis de Futuroscope
Bajo el impulso del Conseil général de la Vienne, se ha desarrollado una tecnópolis de 200 hectáreas en torno al parque. Sobre el lugar se han instalado más de 200 empresas, y su parque hotelero, compuesto por hoteles de una a cuatro estrellas, dispone de 2.000 habitaciones.
La tecnópolis ha atraído cerca de 3.000 estudiantes y algo más de 700 investigadores.
Además dispone de unas 50 salas de reuniones de varios tamaños y capacidades y un Palacio de Congresos (https://web.archive.org/web/20091109193941/http://www.futuroscope-congres.com/) de 8.000 m².